# Three-strikeswetgeving
Three-strikeswetgeving is een wet die het mogelijk maakt om iemand bij een derde veroordeling een extra zware sanctie op te leggen. De term is afgeleid uit het honkbal.
Een groot aantal staten in de Verenigde Staten heeft een three-strikeswet waarbij iemand die voor de derde keer veroordeeld wordt voor een zwaar misdrijf tot een extra lange gevangenisstraf veroordeeld wordt. Meestal gaat het hierbij om 25 jaar tot levenslang. Men gaat er in zo'n geval van uit dat de persoon onverbeterlijk is en maar beter van de maatschappij weg kan worden gehouden met een daling van de criminaliteit als doel.

## Nederland
In Nederland is de three-strikeswetgeving sinds december 2013 en december 2012 van toepassing op elementen van respectievelijk de Tabaks- en rookwarenwet en de Alcoholwet. De minister, respectievelijk de burgemeester, kan voor een bepaalde tijd de verkoop van tabaksproducten of alcoholhoudende dranken verbieden aan verkooppunten die binnen een periode van twaalf maanden driemaal tabaksproducten of alcoholhoudende dranken verkopen aan personen die niet (onmiskenbaar) de leeftijd van achttien jaar hebben bereikt. Dit verbod heeft een duur van ten minste een week en ten hoogste twaalf weken. In april 2014 werd voor zover bekend de eerste dwangsom opgelegd door de NVWA. De BBB nam voorstellen voor three-strikeswetgeving  op in hun programma voor de verkiezingen in 2023. Daarin stond dat veroordeelden levenslang kregen als ze eerder zware misdrijven hadden begaan.